# Мерзликин, Николай Владимирович
Николай Владимирович Мерзли́кин (род. 21 октября 1951, Москва, РСФСР, СССР) — советский и российский политик, первый секретарь Читинского обкома КПСС (1990—1991 гг.).
Кандидат на должность Губернатора Забайкальского края 2013 и 2016 гг.

## Биография
Родился в 1951 году в Москве. Отец — Владимир Фёдорович Мерзликин, кадровый военный, мать — Елена Ефимовна, работала воспитательницей детского сада.
Окончил школу с золотой медалью.
В 1974 году окончил Донецкий государственный университет по специальности «радиофизика».
После этого работал инженером в Донецком физико-техническом институте
Затем проходил срочную службу в Советской армии. Служил в Ракетных войсках стратегического назначения в 47-й ракетной дивизии (ст. Степь), дислоцированной на юге Читинской области.
В 1976 году приехал в город Краснокаменск Читинской области, работал на Приаргунском горно-химическом комбинате.

### Краснокаменский горком КПСС
В 1977 году перешёл на работу в городской комитет КПСС, занял должность инструктора организационного отдела.
В 1979 по 1981 год направлен на учёбу в Новосибирскую высшую партийную школу, по окончании которой назначен заведующим промышленно-транспортным отделом горкома КПСС Краснокаменска.
В 1982 году назначен вторым секретарём горкома КПСС Краснокаменска.

### Афганистан
В 1985 году Мерзликин был направлен в направлен в Афганистан, где с 1979 года шла война с участием советских войск, в группу советников при ЦК КПСС. Сначала был советником провинции Баглан, затем стал помощником руководителя группы партийных советников. Мерзликин работал в Афганистане два года.

### Краснокаменский горком КПСС
В 1987 году вернулся в Краснокаменск, где возглавил горком КПСС. С 1987 по 1989 год — первый секретарь горкома КПСС Краснокаменска.

### Читинского обком КПСС
С 1989 году заместитель заведующего отдела организационно-партийной и кадровой работы Читинского обкома КПСС, а затем заведующим идеологическим отделом Читинского обкома КПСС.
С 2 ноября 1990 по 23 августа 1991 года первый секретарь Читинского обкома КПСС. 29 августа 1991 года Верховный Совет СССР приостановил деятельность КПСС на всей территории страны, а в ноябре президент России Борис Ельцин своим указом запретил деятельность КПСС в России.
После запретила КПСС в России Мерзликин участвовал в создании общественного движения «Коммунисты Забайкалья за социальную справедливость и народовластие».

### КПРФ
После учредительного съезда КПРФ в 1993 году движение «Коммунисты Забайкалья за социальную справедливость и народовластие» было преобразовано в Читинскую областную организацию КПРФ.
С 1991 по 1995 год руководил представительством корпорации «ТОНАР» и закрытым акционерным обществом «Гермес».
В 1995 году Мерзликин был назначен заместителем генерального директора ОАО «Забайкалстальинвест». Это горно-металлургическое предприятие работало над проектом по Чинейскому ГОКу.
В 1999 году Николай Мерзликин был назначен генеральным директором ОАО «Забайкальская горная компания». Компания получила лицензию на изучение Удоканского медного месторождения. На этой должности работал до 2004 года.
С октября 2004 по май 2007 года — депутат Читинской областной Думы на профессиональной постоянной основе (фракция КПРФ), заместитель председателя постоянного комитета промышленности, строительства, транспорта и связи.
В 2008 год — заместитель генерального директора ООО «Дирекция проекта металлы Забайкалья»
Летом 2008 года в ходе подготовки к выборах депутатов заксобрания Забайкальского края первого созыва, которые проходили по смешанной системе, был выдвинут как в составе списка КПРФ (второй номер в региональной группе 10), так и в одномандатном округе № 21. На состоявшихся 12 октября выборах был избран по списку КПРФ.
В 2008—2013 годах — депутат Законодательного собрания Забайкальского края (фракция КПРФ).
Затем стал генеральным директор ООО «ГРК „Быстринское“» — дочерней компании «Норильского никеля», созданной для разработки комплексных месторождений полезных ископаемых на востоке Забайкальского края.
8 сентября 2013 года участвовал в выборах губернатора Забайкальского края и одновременно в выборах депутатов заксобрания Забайкальского края второго созыва. Выборы губернатора проиграл, но был избран в краевое заксобрание. В заксобрании стал заместителем председателя и возглавил комитет по экономической, инвестиционной политике и собственности.
18 сентября 2016 года вновь участвовал в выборах губернатора Забайкальского края, составляя конкуренцию и.о. губернатора Ждановой Наталье Николаевне. По итогам выборов набрал 28,74% голосов избирателей.

## Награды и звания
Орден Дружбы народов, медаль «За заслуги перед Читинскою областью». Николай Мерзликин является заслуженным государственным служащим Читинской области.